# San Luis, Tijuana
San Luis är en ort i Mexiko.   Den ligger i kommunen Tijuana och delstaten Baja California, i den nordvästra delen av landet, 2 300 km nordväst om huvudstaden Mexico City. San Luis ligger 188 meter över havet och antalet invånare är 8 571.
Terrängen runt San Luis är lite kuperad, och sluttar norrut. Runt San Luis är det tätbefolkat, med 913 invånare per kvadratkilometer. Närmaste större samhälle är Tijuana, 9,2 km nordväst om San Luis. Omgivningarna runt San Luis är i huvudsak ett öppet busklandskap.